# Emily Bright
Emily Bright (15 aprile 1980) è una pentatleta britannica.

## Palmarès
In carriera ha conseguito i seguenti risultati:
- Europei

Usti nad Labem 2002: argento nel pentathlon moderno staffetta a squadre.